# Composition détaillée du Clavier bien tempéré
Pour un article plus général, voir Le Clavier bien tempéré.
| livre | nº | BWV | tonalité                 | prélude | fugue  | fugue | incipit |
| livre | nº | BWV | tonalité                 | mesure  | mesure | voix  | incipit |
| ----- | -- | --- | ------------------------ | ------- | ------ | ----- | --- |
| I     | 1  | 846 | Do majeur                | 4/4     | 4/4    | 4     | La lecture audio n'est pas prise en charge dans votre navigateur. Vous pouvez télécharger le fichier audio. |
| I     | 2  | 847 | Do mineur                | 4/4     | 4/4    | 3     | La lecture audio n'est pas prise en charge dans votre navigateur. Vous pouvez télécharger le fichier audio. |
| I     | 3  | 848 | Do dièse majeur          |         | 4/4    | 3     | La lecture audio n'est pas prise en charge dans votre navigateur. Vous pouvez télécharger le fichier audio. |
| I     | 4  | 849 | Do dièse mineur          |         | 2/2    | 5     | La lecture audio n'est pas prise en charge dans votre navigateur. Vous pouvez télécharger le fichier audio. |
| I     | 5  | 850 | Ré majeur                | 4/4     | 4/4    | 4     | La lecture audio n'est pas prise en charge dans votre navigateur. Vous pouvez télécharger le fichier audio. |
| I     | 6  | 851 | Ré mineur                | 4/4     |        | 3     | La lecture audio n'est pas prise en charge dans votre navigateur. Vous pouvez télécharger le fichier audio. |
| I     | 7  | 852 | Mi bémol majeur          | 4/4     | 4/4    | 3     | La lecture audio n'est pas prise en charge dans votre navigateur. Vous pouvez télécharger le fichier audio. |
| I     | 8  | 853 | Mi bémol/Ré dièse mineur |         | 4/4    | 3     | La lecture audio n'est pas prise en charge dans votre navigateur. Vous pouvez télécharger le fichier audio. |
| I     | 9  | 854 | Mi majeur                |         | 4/4    | 3     | La lecture audio n'est pas prise en charge dans votre navigateur. Vous pouvez télécharger le fichier audio. |
| I     | 10 | 855 | Mi mineur                | 4/4     |        | 2     | La lecture audio n'est pas prise en charge dans votre navigateur. Vous pouvez télécharger le fichier audio. |
| I     | 11 | 856 | Fa majeur                |         |        | 3     | La lecture audio n'est pas prise en charge dans votre navigateur. Vous pouvez télécharger le fichier audio. |
| I     | 12 | 857 | Fa mineur                | 4/4     | 4/4    | 4     | La lecture audio n'est pas prise en charge dans votre navigateur. Vous pouvez télécharger le fichier audio. |
| I     | 13 | 858 | Fa dièse majeur          |         | 4/4    | 3     | La lecture audio n'est pas prise en charge dans votre navigateur. Vous pouvez télécharger le fichier audio. |
| I     | 14 | 859 | Fa dièse mineur          | 4/4     |        | 4     | La lecture audio n'est pas prise en charge dans votre navigateur. Vous pouvez télécharger le fichier audio. |
| I     | 15 | 860 | Sol majeur               |         |        | 3     | La lecture audio n'est pas prise en charge dans votre navigateur. Vous pouvez télécharger le fichier audio. |
| I     | 16 | 861 | Sol mineur               | 4/4     | 4/4    | 4     | La lecture audio n'est pas prise en charge dans votre navigateur. Vous pouvez télécharger le fichier audio. |
| I     | 17 | 862 | La bémol majeur          |         | 4/4    | 4     | La lecture audio n'est pas prise en charge dans votre navigateur. Vous pouvez télécharger le fichier audio. |
| I     | 18 | 863 | Sol dièse mineur         |         | 4/4    | 4     | La lecture audio n'est pas prise en charge dans votre navigateur. Vous pouvez télécharger le fichier audio. |
| I     | 19 | 864 | La majeur                | 4/4     |        | 3     | La lecture audio n'est pas prise en charge dans votre navigateur. Vous pouvez télécharger le fichier audio. |
| I     | 20 | 865 | La mineur                |         | 4/4    | 4     | La lecture audio n'est pas prise en charge dans votre navigateur. Vous pouvez télécharger le fichier audio. |
| I     | 21 | 866 | Si bémol majeur          | 4/4     |        | 3     | La lecture audio n'est pas prise en charge dans votre navigateur. Vous pouvez télécharger le fichier audio. |
| I     | 22 | 867 | Si bémol mineur          | 4/4     | 4/4    | 5     | La lecture audio n'est pas prise en charge dans votre navigateur. Vous pouvez télécharger le fichier audio. |
| I     | 23 | 868 | Si majeur                | 4/4     | 4/4    | 4     | La lecture audio n'est pas prise en charge dans votre navigateur. Vous pouvez télécharger le fichier audio. |
| I     | 24 | 869 | Si mineur                | 4/4     | 4/4    | 4     | La lecture audio n'est pas prise en charge dans votre navigateur. Vous pouvez télécharger le fichier audio. |
| II    | 1  | 870 | Do majeur                | 4/4     |        | 3     | La lecture audio n'est pas prise en charge dans votre navigateur. Vous pouvez télécharger le fichier audio. |
| II    | 2  | 871 | Do mineur                | 4/4     | 4/4    | 4     | La lecture audio n'est pas prise en charge dans votre navigateur. Vous pouvez télécharger le fichier audio. |
| II    | 3  | 872 | Do dièse majeur          | et      | 4/4    | 3     | La lecture audio n'est pas prise en charge dans votre navigateur. Vous pouvez télécharger le fichier audio. |
| II    | 4  | 873 | Do dièse mineur          |         |        | 3     | La lecture audio n'est pas prise en charge dans votre navigateur. Vous pouvez télécharger le fichier audio. |
| II    | 5  | 874 | Ré majeur                |         | 4/4    | 4     | La lecture audio n'est pas prise en charge dans votre navigateur. Vous pouvez télécharger le fichier audio. |
| II    | 6  | 875 | Ré mineur                |         | 4/4    | 3     | La lecture audio n'est pas prise en charge dans votre navigateur. Vous pouvez télécharger le fichier audio. |
| II    | 7  | 876 | Mi bémol majeur          |         | 4/4    | 4     | La lecture audio n'est pas prise en charge dans votre navigateur. Vous pouvez télécharger le fichier audio. |
| II    | 8  | 877 | Ré dièse mineur          | 4/4     | 4/4    | 4     | La lecture audio n'est pas prise en charge dans votre navigateur. Vous pouvez télécharger le fichier audio. |
| II    | 9  | 878 | Mi majeur                |         | ( )    | 4     | La lecture audio n'est pas prise en charge dans votre navigateur. Vous pouvez télécharger le fichier audio. |
| II    | 10 | 879 | Mi mineur                |         | 4/4    | 3     | La lecture audio n'est pas prise en charge dans votre navigateur. Vous pouvez télécharger le fichier audio. |
| II    | 11 | 880 | Fa majeur                |         |        | 3     | La lecture audio n'est pas prise en charge dans votre navigateur. Vous pouvez télécharger le fichier audio. |
| II    | 12 | 881 | Fa mineur                |         |        | 3     | La lecture audio n'est pas prise en charge dans votre navigateur. Vous pouvez télécharger le fichier audio. |
| II    | 13 | 882 | Fa dièse majeur          |         | 2/2    | 3     | La lecture audio n'est pas prise en charge dans votre navigateur. Vous pouvez télécharger le fichier audio. |
| II    | 14 | 883 | Fa dièse mineur          |         | 4/4    | 3     | La lecture audio n'est pas prise en charge dans votre navigateur. Vous pouvez télécharger le fichier audio. |
| II    | 15 | 884 | Sol majeur               |         |        | 3     | La lecture audio n'est pas prise en charge dans votre navigateur. Vous pouvez télécharger le fichier audio. |
| II    | 16 | 885 | Sol mineur               | 4/4     |        | 4     | La lecture audio n'est pas prise en charge dans votre navigateur. Vous pouvez télécharger le fichier audio. |
| II    | 17 | 886 | La bémol majeur          |         | 4/4    | 4     | La lecture audio n'est pas prise en charge dans votre navigateur. Vous pouvez télécharger le fichier audio. |
| II    | 18 | 887 | Sol dièse mineur         | 4/4     |        | 3     | La lecture audio n'est pas prise en charge dans votre navigateur. Vous pouvez télécharger le fichier audio. |
| II    | 19 | 888 | La majeur                |         | 4/4    | 3     | La lecture audio n'est pas prise en charge dans votre navigateur. Vous pouvez télécharger le fichier audio. |
| II    | 20 | 889 | La mineur                | 4/4     | 4/4    | 3     | La lecture audio n'est pas prise en charge dans votre navigateur. Vous pouvez télécharger le fichier audio. |
| II    | 21 | 890 | Si bémol majeur          |         |        | 3     | La lecture audio n'est pas prise en charge dans votre navigateur. Vous pouvez télécharger le fichier audio. |
| II    | 22 | 891 | Si bémol mineur          | 4/4     |        | 4     | La lecture audio n'est pas prise en charge dans votre navigateur. Vous pouvez télécharger le fichier audio. |
| II    | 23 | 892 | Si majeur                | 4/4     | 4/4    | 4     | La lecture audio n'est pas prise en charge dans votre navigateur. Vous pouvez télécharger le fichier audio. |
| II    | 24 | 893 | Si mineur                | 2/2     |        | 3     | La lecture audio n'est pas prise en charge dans votre navigateur. Vous pouvez télécharger le fichier audio. |